# Макри, Иван Георгиевич
Иван Георгиевич Макри (1884, Российская империя — 1927, Франция, Париж) — русский военачальник, генерал-майор. Участник Белого движения. Участник Великого Сибирского Ледяного похода.

## Довоенная служба
Служил в качестве офицера с 1907 года. Занимал должность ротмистра Отдельного корпуса жандармов.

## Белое движение
В 1919 года в войсках Российской армии адмирала Колчака на должности начальника политического розыска.
Принимал участие в Великом Сибирском Ледяном походе.
Полковник.
В январе 1920 года командир частей особого назначения 2-й армии.

## В эмиграции
В эмиграции проживал по Франции. Покончил жизнь самоубийством.